# Championnat du Luxembourg de football 1972-1973
Navigation
Saison précédente Saison suivante
La saison 1972-1973 du Championnat du Luxembourg de football était la 59e édition du championnat de première division au Luxembourg. Les douze meilleurs clubs du pays se retrouvent au sein d'une poule unique, la Division Nationale, où ils s'affrontent deux fois, à domicile et à l'extérieur. À l'issue du championnat, les deux derniers du classement sont relégués et remplacés par les deux meilleurs clubs de Division d'Honneur, la deuxième division luxembourgeoise.
C'est la Jeunesse d'Esch qui remporte le titre cette saison après avoir terminé en tête du classement final, avec 8 points d'avance sur le club de l'Union Luxembourg et 11 points sur le surprenant promu, le Fola Esch. C'est le 12e titre de champion du Luxembourg de l'histoire du club, qui s'offre même un doublé après avoir battu son voisin de Fola Esch en finale de la Coupe du Luxembourg. Le tenant du titre, l'Aris Bonnevoie, ne termine qu'à la 7e place à 16 points de la Jeunesse d'Esch.

## Les 12 clubs participants
| - SC Tétange - National Schifflange - Etzella Ettelbruck - US Rumelange - CA Spora Luxembourg - Aris Bonnevoie | - AS La Jeunesse d'Esch - Union Luxembourg - Sporting Bettembourg - Promu de Division d'Honneur - Avenir Beggen - Red Boys Differdange - Fola Esch - Promu de Division d'Honneur |

## Compétition

### Classement
Le barème utilisé pour établir le classement est le suivant :
- Victoire : 2 points
- Match nul : 1 point
- Défaite : 0 point

| Rang | Équipe                   | Pts | J  | G  | N | P  | Bp | Bc | Diff |
| ---- | ------------------------ | --- | -- | -- | - | -- | -- | -- | ---- |
| 1    | Jeunesse d'Esch (C)      | 38  | 22 | 17 | 4 | 1  | 69 | 19 | +50  |
| 2    | Union Luxembourg         | 30  | 22 | 11 | 8 | 3  | 55 | 34 | +21  |
| 3    | Fola Esch (P)            | 27  | 22 | 10 | 7 | 5  | 47 | 29 | +18  |
| 4    | Red Boys Differdange     | 27  | 22 | 12 | 3 | 7  | 53 | 35 | +18  |
| 5    | Etzella Ettelbruck       | 23  | 22 | 8  | 7 | 7  | 52 | 49 | +3   |
| 6    | US Rumelange             | 23  | 22 | 8  | 7 | 7  | 35 | 33 | +2   |
| 7    | Aris Bonnevoie (T)       | 22  | 22 | 7  | 8 | 7  | 31 | 30 | +1   |
| 8    | Avenir Beggen            | 20  | 22 | 8  | 4 | 10 | 46 | 50 | -4   |
| 9    | CA Spora Luxembourg      | 19  | 22 | 7  | 5 | 10 | 32 | 41 | -9   |
| 10   | National Schifflange     | 16  | 22 | 5  | 6 | 11 | 29 | 39 | -10  |
| 11   | SC Tétange               | 13  | 22 | 4  | 5 | 13 | 26 | 52 | -26  |
| 12   | Sporting Bettembourg (P) | 6   | 22 | 2  | 2 | 18 | 21 | 85 | -64  |

|  | Qualification pour la Coupe d'Europe des clubs champions 1973-1974                           |
|  | Qualification pour la Coupe des Coupes 1973-1974                                             |
|  | Qualification pour la Coupe UEFA 1973-1974                                                   |
|  | Relégation en Division d'Honneur                                                             |
|  | (T) Tenant du titre (C) Vainqueur de la Coupe du Luxembourg (P) : Promu de deuxième division |

## Bilan de la saison
| Championnat du Luxembourg de football 1972-1973 |                             |
| Champion                                        | Jeunesse d'Esch (12e titre) |
| Coupes et trophées                              |                             |
| Vainqueur de la Coupe du Luxembourg 1972-1973   | Jeunesse d'Esch             |
| Qualifications continentales                    |                             |
| Coupe d'Europe des clubs champions 1973-1974    | Jeunesse d'Esch             |
| Coupe des Coupes 1973-1974                      | Fola Esch                   |
| Coupe UEFA 1973-1974                            | Union Luxembourg            |
| Promotions et relégations                       |                             |
| Promus en Division Nationale                    | Red Star Merl-Belair        |
| Promus en Division Nationale                    | Stade Dudelange             |
| Relégués en Division d'Honneur                  | SC Tétange                  |
| Relégués en Division d'Honneur                  | Sporting Bettembourg        |